# »Mladostna« simfonija (Rahmaninov)
Mladostna simfonija v d molu je najpogostejši naziv skladbe Sergeja Rahmaninova, ki je bila pri zgodnjih 13. letih njegov prvi poskus simfonične oblike. Ohranjen je samo prvi stavek. Znano je, da je Rahmaninov delo končal leta 1891.